# Янко Ортакчийски
Янко Иванов Ортакчийски е български инженер и политик от БКП.

## Биография
Ортакчийски е роден на 12 август 1936 г. в дупнишкото село Драгодан. Завършва специалност технология на машиностроенето във Машинно-електротехническия институт в София през 1960 г.
Започва работа като технолог в Завод № 10 в Казанлък (днес завод „Арсенал“). През 1964 г. става началник на Инструментално производство, а от 1965 г. се създава Завод № 6, част от комплекса „Арсенал“ с първи директор Янко Ортакчийски. През 1968 г. става директор на Дирекция „Хидравлика и пневматика“ в Казанлък, а от 1971 г. дирекцията е преобразувана в ДСО „Хидравлика“, на която директор е отново той. В периода 1981 – 1990 г. е кандидат-член на ЦК на БКП. Остава директор на обединението до закриването му на 22 юли 1991 година. След това е работил като кредитен инспектор в Балканбанк.
Умира на 26 ноември 2012 година в Казанлък.